# Elachista juliensis
Elachista juliensis är en fjärilsart som beskrevs av Heinrich Frey, 1870. Elachista juliensis ingår i släktet Elachista och familjen gräsmalar, Elachistidae. Inga underarter finns listade i Catalogue of Life.